# اليتيم (رواية)
رواية «اليتيم» هي عمل أدبي مهم صدر لأول مرة عام 1976 (بعض الطبعات تشير إلى 1978 أو 2001) للكاتب عبد الله العروي ونشرتها "المركز الثقافي العربي" في بيروت والدار البيضاء وعدد صفحاتها نحو 176 صفحة.
تُصنف الرواية ضمن أدب الاستبطان النفسي والاجتماعي إذ يتناول الراوي إدريس تجربته كيتيم ليس فقط بمعنى الفقد العائلي بل بمعنى الشعور بالغربة الاجتماعية ونفور الذات. وتدور أحداثها بعد نحو 15 عامًا من الاستقلال حيث يُصوَّر واقع المغرب في هذه المرحلة بكل تناقضاته وصراعاته الداخلية والخارجية.

## المؤلف
الدكتور عبد الله العروي (مواليد 1933 أزمور المغرب) هو مفكر وروائي وأستاذ جامعي متخصص في الفكر التاريخي والاجتماعي. درس في الرباط وأكمل دراسته العليا في السوربون ومعهد الدراسات السياسية بباريس ونال درجة دكتوراه الدولة عام 1976 عن "الأصول الاجتماعية والثقافية للوطنية المغربية : 1830–1912".
عُرِف عنه دفاعه عن القطيعة المعرفية مع التراث والتوجه نحو الحداثة وقدّم مجموعة ضخمة من الكتب في الفلسفة والتاريخ والتحليل الثقافي إضافة إلى سير ذاتية وروايات تنطوي على تأمّل نفسي واجتماعي، مثل أوراق والغربة قبل رواية اليتيم.

## ملخص الرواية
تصف الرواية حياة إدريس رجل اعتراه الشّيخوخة داخليًا قبل أوانها بعد تجربة فقد طفولة محفوفة بالجراح العائلية والوحدة لقد فقد أمه وهو طفل ثم أبوّه الذي كان يعتبره الصديق والمعلّم الحقيقي.

### بداية القصة
تنطلق أحداث الرواية في صباح في زنقة باب مراكش في الدار البيضاء حيث يعيش إدريس حياة شبه ميكانيكية يشهد تغيرات اجتماعية وسياسية منذ الاستقلال فيروّي معاناته اليومية بفقدان الحب والتفكّك النفسي وإخفاقات مهنية وزوجيةٍ مُرّة.

### الصراع النفسي والتذكر
يتعقّد وضع إدريس كلما استعاد ذكرياته فظهور شخصية مارية حبيبته السابقة عبر العودة ثم الفراق يعيد إحياء الجروح القديمة ويزيد من هشاشته الذهنية فتتداخل الصور المشّوشة بين الماضي والحاضر ويواجه «أزمة وجدانية» حادّة.

### تفاصيل الحياة الاجتماعية
تعتبر الدار البيضاء ومحطاتها مثل «مقهى الفوكس» و«زنقة باب مراكش» بيئة سرديّة مركزية ترمز إلى تناقضات الحضر والريف التقاليد والحداثة انفتاح العقل وتخلف المجتمع.

### النهاية مفتوحة
لا تتبع الرواية نهاية واضحة بَيد أنها تترك القارئ في مواجهة مع هشاشة الإنسان في ظل مجتمع متحوّل تتصاعد فيه الوحدة والخسارة ما يجعل العنوان "اليتيم" رمزًا لأزمات الفرد والوطن معًا.

## الشخصيات
- إدريس (الراوي والبطل) : رجل مستهلك من الوحدة والفقد يجسّد صراعات الإنسان بين ذاكرة مؤلمة ومستقلّات الحياة الراهنة. يشيخ داخليًا قبل أوانه ويصبح عاجزًا عن التماثل مع محيطه الاجتماعي والنفسي.
- مارية : حبيبته السابقة التي تعود وتختفي تمثل ظلًّا على الذات رمزًا للحب الضائع توازن مشاعر أليمة لأحداث رواية التحوّل والاضطراب الوجداني.
- جليل وحمدون : شخصيات جانبية تمثل وسطاء الحياة وصورة لمثقف ريفي ومزارع حديث يبرز وجودهما في الحوار مع إدريس أبعاد الاغتراب العقلي والاجتماعي في وسط مجتمع يراوح بين الريف والحضارة.

## المغزى الأدبي والفكري
تمثّل الرواية تجربة فرد في زمن تحوّلي، يسعى لتجاوز وضعه كـ"يتيم" واستعادة كينونته وسط مجتمع لا يزال عالقًا في تساؤلاته الكبرى بعد مرور خمسة عشر عامًا على الاستقلال، في ما يشكّل أزمة هوية بعد الاستقلال، تتجلى في التوتر بين الماضي الاستعماري والحاضر الوطني المرتبك.
في سياق آخر، تُبرز الرواية وحدة الإنسان وغربته الوجودية من خلال شخصية إدريس، الطالب والمحبوب السابق، الذي يذوي داخليًا رغم حضوره الفعلي بين الناس. يتماهى هذا الإحساس بالغربة مع التجربة النفسية والفكرية لعبد الله العروي، حيث تتسلّل أسئلته حول الذات والهوية إلى توصيف تحوّلات الروح البشرية. تتجلّى ملامح الاستغراب والتغريب في التباين بين ذهنيات الشخصيات، كإدريس وبعض المثقفين الريفيين، حيث تتقاطع القيم المغربية التقليدية مع تأثيرات الاطّلاع على الثقافة الغربية. تدفع هذه التناقضات الشخصيات إلى إعادة التفكير في مفهوم الذات وفي إمكانات بناء مجتمع جديد. كما أنّ المدينة تطارد الفرد في الرواية، فالدار البيضاء لا تظهر كخلفية محايدة، بل كفضاء نفسي مشحون يعكس الطموحات المعطوبة. في بيوتها، وشوارعها، ومقاهيها، تبرز المدينة كقوة تضغط على الفرد وتسحب طاقته، بدل أن تكون مصدرًا للحياة والانفتاح.
أما على مستوى الأسلوب، فيلاحظ اعتماد الكاتب على لغة هجينة وواقعية، إذ يستخدم العربية الفصحى في السرد والتعليق، ويُدرج الدارجة المغربية في الحوارات، مما أضفى على النص طابعًا محليًا دقيقًا، ووهجًا حميميًا يقرّب القارئ المغربي من شخصيات الرواية، دون أن ينتقص من بعدها الفكري والفلسفي.

## النقد

### "سوء التفاهم" بين المفكر والروائي
يرى محمود عبد الغني أنّ العروي يُنظر إليه أكثر كمفكر منه كروائي مما يخلق "سوء تفاهم" عند النقّاد الذين يطبقون مفاهيمه الفكرية المعلّقة ("الإيديولوجيا العربية المعاصرة"و "العرب والفكر التاريخي") على روايته متجاهلين طبيعتها الأدبية المستقلة.

### شبهات الاستنساخ الفكري
ينتقد العروي النقّاد الذين يستخلصون آرائه الأدبية مباشرة من مقالاته الفكرية وهو ما يعتبره "مجحفًا" لأن الهدف من الرواية ليس إعادة طرح أفكاره بالطريقة الجامدة بل خلق نص سردي مستقل بخطاب متجدد.

### "محكيّ اليتيم" وقلق الهوية
ينوّه الناقد حسن المودن بأن إدريس رمز لشخص يتيم وممزق داخليًا تتحرك سرده ما بين زرقة الذكريات والواقع، مما يولّد قلقًا هوويًا مستمرًا واللغة في الرواية تظهر هذه الهوية بالضبابية والشك.

### وعي بالوصف كجسر بين الفكر والخيال
يؤكد محمد برادة أن العروي يقصد أن تكون روايته "يتيمة في الأسلوب" ما يعكس وعيًا (ميتاصحافيًا) بالوصف حيث تمزج بين التحليل والتخيّل وتستخدم اللغة العربية الفصحى والدارجة لتقريب الهوية والحكي.

### الكتابة "من داخل كتابة" وتقنية التقطيع
يطرح صدوق نور الدين أن العروي يخلق كتابة متكسّرة تنسج داخل النص أنواعًا سردية مختلفة (حوار وتأمل فلسفي وسرد واقعي) دون إلغاء الخلفية التاريخية والثقافية فتبدو "أقنعة" الرواية مشبعة بتداخل بين الفكر والإبداع.

### الإخفاق والتمزق كعنصر مركزي
وفق تعليق العثماني الميلود وجمال بندحمان تملؤ رواية «اليتيم» موضوعة الفشل والإخفاق وهو ما ينعكس في عنوانات العروي التي تميل لتسمية أعماله بأسماء تحمل شحنة معاناة : الغربة واليتيم وأوراق.